# Asyntactus
Asyntactus är ett släkte av steklar. Asyntactus ingår i familjen bracksteklar.
Kladogram enligt Catalogue of Life:
| Asyntactus | \| \| Asyntactus rhogaleus \| \| \| \| \| \| Asyntactus sigalphoides \| \| \| \| |
|            | \| \| Asyntactus rhogaleus \| \| \| \| \| \| Asyntactus sigalphoides \| \| \| \| |
|            | Asyntactus rhogaleus                                                             |
|            |                                                                                  |
|            | Asyntactus sigalphoides                                                          |
|            |                                                                                  |